# Джейсън Лами-Шапюи
Джейсън Лами-Шапюи е състезател по северна комбинация от френско-американски произход, който се състезава за Франция от 2002 г. Той е олимпийски шампион на нормална шанца от Олимпиадата във Ванкувър през 2010 г.

## Биография
Лами-Шапюи е роден в семейство на французин и американка в Мизула, щата Монтана, САЩ. През 1991 г., още ненавършил 5 години, семейството му се мести в Боас д'Амон (Bois-d'Amont) в Източна Франция.

## Спортна кариера
Първото състезание по ски скокове на Лами-Шапюи е през 1991 г. в Ле Рус (Les Rousses), Франция, което печели. Тъй като е печелил и състезания по ски бягане Лами-Шапюи се ориентира към северната комбинация.
Първото международно участие на Лами-Шапюи е за Европейската купа по северна комбинация в Планица, Словения, през сезон 1999/2000. През сезон 2002/02 дебютира за младежкия отбор на Франция. През 2004 г. участва за първи път в старт от Световната купа. През 2006 г. участва в първите си зимни олимпийски игри – на игрите в Торино, където завършва четвърти на голямата (140-метрова) шанца.
През сезон 2006/07 е втори в крайното класиране за Световната купа по северна комбинация и първи в крайното класиране за ски бягане. През 2007 г. печели 2 бронзови медала от Световното първенство по ски северни дисциплини в Либерец, Чехия.
Печели златния медал на нормална шанца на Зимните олимпийски игри във Ванкувър през 2010 г.